# 劉廷憲
劉廷憲（16世紀—17世紀），字秋岳，福建泉州府同安縣人，明朝、南明政治人物。

## 生平
劉廷憲是天啟元年（1621年）辛酉科福建鄉試舉人，授沙縣教諭，勤於教導學生，諸生為他在學宮右邊興建生祠；陞任桐鄉知縣，在當地清慎執法，淘汰羨耗、打擊奸人，餘暇就和諸生講課，賞識多位名士，魯王朱以海監國後不久他就辭官歸里，桐鄉人建祠在於皂林驛祭祀，死後也入祀鄉賢祠。

## 引用
1. 1 2  嘉慶《同安縣志·卷三十一·人物》：劉廷憲，字秋岳，天啟辛酉舉人，初署沙縣教諭，新文廟、勤月課，人文蔚起，諸生為建生祠於學宮之右；陞桐鄉令，清慎執法，汰耗鋤猾，每簿書暇即與諸生講學課文，所賞識多名士，歸官後桐人建祠於皂林驛祀之，卒祀鄉賢。
2. ↑  民國《沙縣志·卷十一·人物》：劉廷憲，同安人，由舉人署沙庠諭，勤於課士，立祠祀之。
3. ↑  錢海岳《南明史·卷八十三·列傳第五十九》：時浙江外吏之可考者：……劉廷憲，字秋岳，同安人。天啟元年舉於鄉。桐鄉知縣，清慎執法，汰耗鋤猾。